# Hans Hatzinger
Hans Hatzinger (* 1887; † 20. Jahrhundert) war ein deutscher Verbandsfunktionär.
Hatzinger war Angestellter bei der Deutschen Bundesbahn in München. Er war Erster Vorsitzender des Landesverbandes Bayern der Heimat- und Volkstrachtenvereine. Von 1952 bis 1970 war er Erster Vorsitzender des Verbandes Deutscher Heimat- und Volkstrachtenvereine.
1958 erhielt er das Bundesverdienstkreuz am Bande.